# 張可森

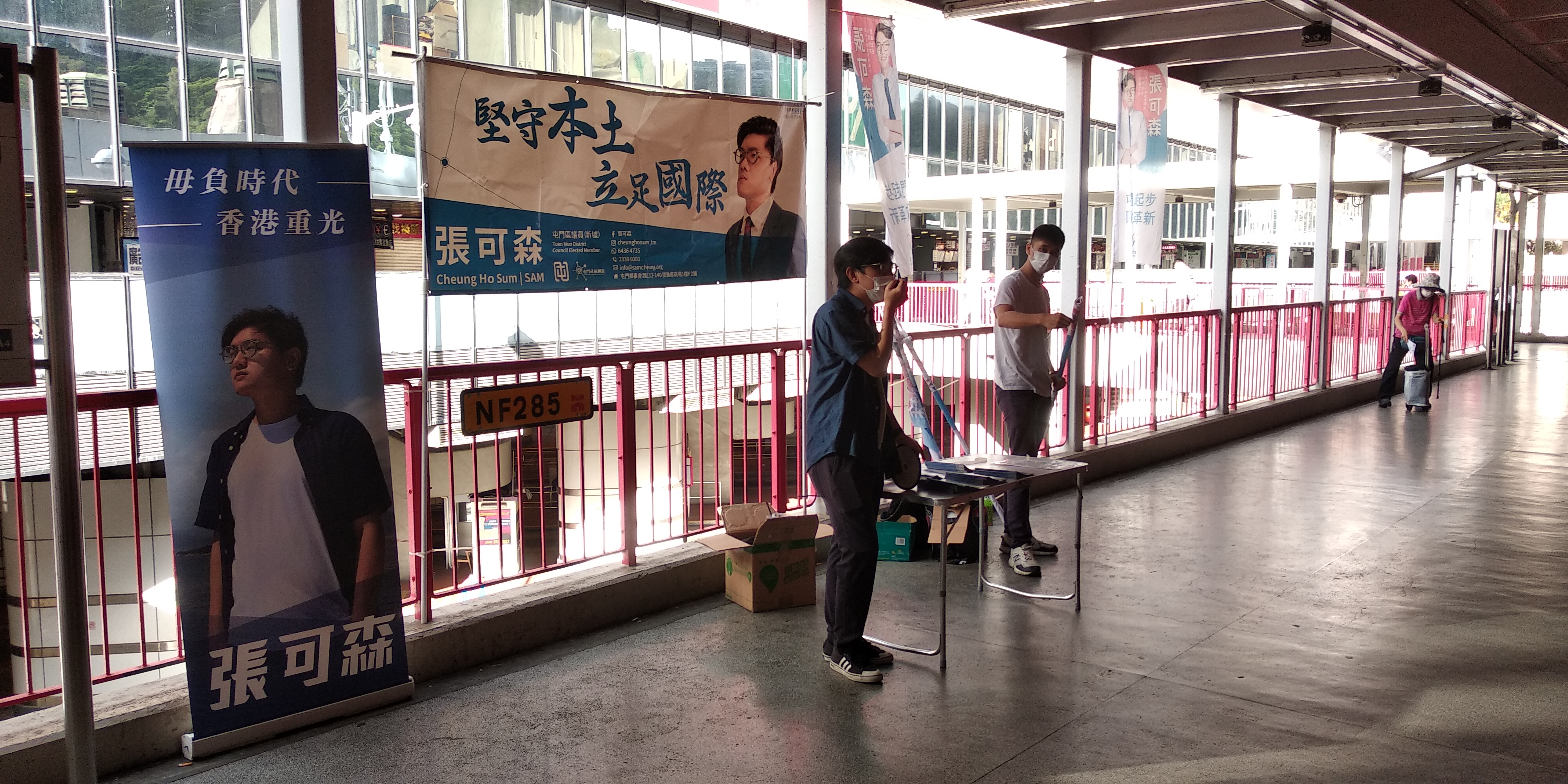
張可森於2020年6月17日在荃灣站外設街站

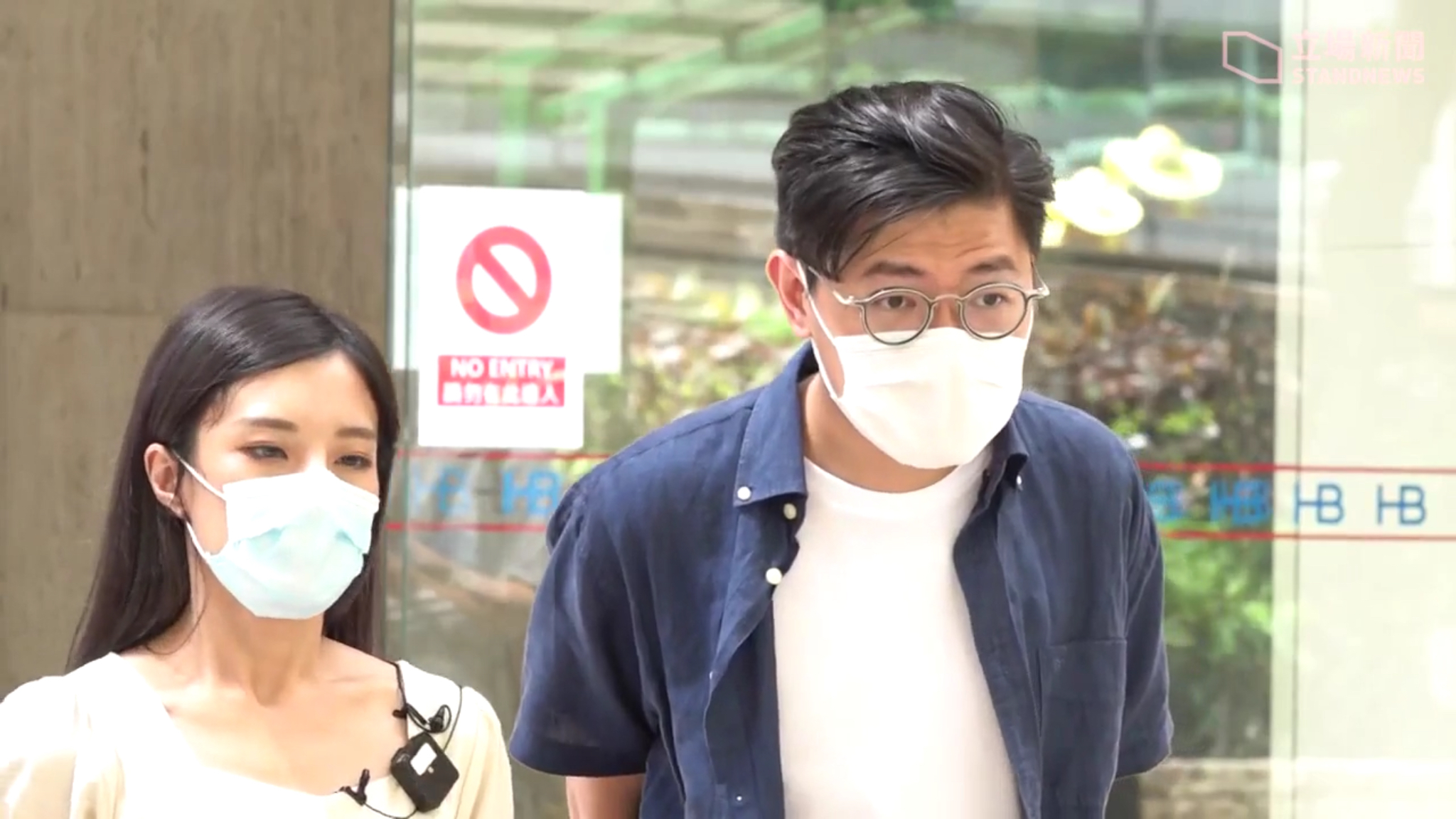
2020年7月27日，張可森與前學民思潮發言人黃子悅宣佈參選2020年香港立法會選舉，競逐新界西地區直選。

張可森（1993年8月17日—），曾加入屯門社區網絡，前香港屯門區議會新墟選區議員，亦曾擔任過屯結新墟創辦人等職務。
因民主派初選案被關押，2021年5月11日正式辭任區議員職務。
張可森亦以筆名林雪平填詞，曾於求學時期暑假因喜愛林夕，而報讀「林夕填詞班」，其後開創部落格「填詞筆記」嘗試評論歌詞。

## 從政

### 踏足政治
2019年反對逃犯條例修訂草案運動發生，多名未曾參選的政治素人計劃參選某些未有民主派參選的「白區」，張可森是其中一員。張早前被控串謀顛覆國家政權罪，還押期間於2021年5月11日表示已向民政事務總署署長謝小華遞信，辭任屯門區議員，即時生效。

### 參選區議會
張可森以屯結新墟身份，參選新墟選區，並且和其他於該屆在屯門出選的素人組成“屯門十素人”團隊，最终以3,276票撃敗爭取連任的古漢強（新界社團聯會成員，獲2,140票），成功當選。
歷屆選舉結果
| 政党   | 政党         | 候选人    | 票数  | %     | ±      |
| ------ | ------------ | --------- | ----- | ----- | ------ |
|        | 屯結新墟     | ①. 張可森 | 3,276 | 60.49 | 不適用 |
|        | 新界社團聯會 | ②. 古漢強 | 2,140 | 39.51 | ▼4.95  |
| 多数票 | 多数票       | 多数票    | 1,136 | 20.97 | 不適用 |

### 區議員工作
屯門不明氣體洩漏事件
- 2019年11月25日，28位民主派屯門區候任區議員促請行政長官林鄭月娥盡快交代屯門不明氣體洩漏因由[9]。

加入屯門社區網絡、解散屯結新墟
張可森於2020年3月28日在Facebook上宣布加入同為屯門地區組織的屯門社區網絡，而張創辦的「屯結新墟」臉書專頁其後亦關閉，停止運作。
區議會職務
- 環境衞生、氣候變化及可持續發展委員會副主席(2020-2021)
- 社區危機應對小組召集人(2020-2023)
- 康文署轄下設施管理工作小組召集人(2020-2021)

### 參與民主派初選被控串謀顛覆國家政權
2020年香港立法會選舉民主派初選中，張可森在新界西地方選區取得第二高票。2020年7月27日，與同區參選的前學民思潮發言人黃子悅一同報名參選2020年香港立法會選舉，競逐新界西地區直選。其後選舉被押後至2021年，張可森與40多名參與民主派初選的人士被控串謀顛覆國家政權，違反《香港國安法》，現被還押中。

## 填詞作品
2019年：
- 恆仔@ToNick(Feat.廖子妤)－我們是無法說明的季節 （页面存档备份，存于） （與周耀輝合填）

2020年：
- SENZA A Cappella－限時動態 （页面存档备份，存于）

## 電視節目
| 年份 | 播放頻道      | 節目名稱                   | 集數     | 性質 |
| ---- | ------------- | -------------------------- | -------- | ---- |
| 2020 | 香港電台 31台 | 五夜講場 - 文學放得開 2020 | 今夕林夕 | 嘉賓 |